# Seriphium incanum
Seriphium incanum là một loài thực vật có hoa trong họ Cúc. Loài này được (Thunb.) Pers. miêu tả khoa học đầu tiên.